# NGC 4301
NGC 4301 (ook: NGC 4303A) is een balkspiraalstelsel in het sterrenbeeld Maagd. Het hemelobject werd op 21 april 1851 ontdekt door de Ierse astronoom William Parsons.

## Synoniemen
- IRAS 12198+0450
- UGC 7439
- ZWG 42.53
- MCG 1-32-27
- VCC 552
- PGC 40087